# Арбитражная оговорка
Арбитражное соглашение (англ. arbitration clause) или арбитражная оговорка — договорное или отделённое от договора соглашение, принимаемое сторонами при заключении международного коммерческого контракта, в котором оговариваются вопросы урегулирования возможных споров, которые могут возникнуть между сторонами при исполнении контракта.
Арбитражная оговорка должна быть сформулирована таким образом, чтобы однозначно определялись вопросы урегулирования возможного спора: доарбитражный порядок или претензионный порядок урегулирования и предмет спора (указание на контракт или иное соглашение сторон), материальное право применимое к спору между сторонами (либо  гражданское законодательство, которое включает в себя также гражданское процессуальное законодательство, в части регулирования предъявления иска), место арбитража, орган или образование имеющее право рассматривать спор (в т.ч. вид арбитража), количество арбитров, язык арбитражного разбирательства и язык документов, представляемых арбитрам и сторонам. Указание Регламента, в соответствии с которым будут назначаться арбитры и рассматриваться споры. Применение либо исключение применения норм о чрезвычайном арбитре. Также необходимо иметь в виду, что рассмотрение в коммерческом суде довольно дорого и может зависеть (в процентном соотношении) от стоимости спора или контракта.
Арбитражная оговорка имеет автономный характер, то есть этот раздел контракта имеет самостоятельный юридический характер независимо от того, будет признан контракт действительным или нет. Это важный принцип международного коммерческого права.

Арбитражная оговорка должна соответствовать следующим требованиям:
1. добровольность;
2. явно выраженное намерение сторон передать спор на рассмотрение арбитража;
3. определённость в отношении арбитражной процедуры;
4. наличие у сторон правоспособности;
5. надлежащая форма арбитражного соглашения;
6. указание на конкретные правоотношения, применительно к которым действует арбитражное соглашение;
7. арбитрабельность споров, отнесённых на разрешение арбитража. - Зыков Р.О. "Международный арбитраж в Швеции. Право и практика. Изд-во Статут, 2014"
Арбитражная оговорка может не действовать в случае обращения одной из сторон спора в национальный (государственный суд) и молчаливого согласия с этим другой стороны, т.н. эстоппеля принцип.

## Пример арбитражной оговорки
Если стороны договорились в отношении выбора арбитража в пользу МКАС при ТПП РФ, то это может быть сформулировано в контракте следующим образом: "Любой спор, разногласия, которые могут возникнуть из настоящего контракта, касающиеся его действительности, подлежат разрешению в Международном коммерческом арбитражном суде при Торгово-промышленной палате Российской Федерации согласно его регламенту".
При подобной формулировке все споры, которые могут возникнуть, будут рассматриваться именно этим судом, находящимся в Москве.